# Tour de France 1952
39. Tour de France rozpoczął się 25 czerwca w Brest, a zakończył 19 lipca 1952 roku w Paryżu. W klasyfikacji generalnej zwyciężył po raz drugi Włoch Fausto Coppi (poprzednio w 1949 roku). Coppi był także najlepszy w klasyfikacji górskiej, a w klasyfikacji drużynowej zwyciężyła reprezentacja Włoch.

## Drużyny
- Szwajcaria
- Belgia
- Włochy
- Francja
- Holandia
- Hiszpania
- Luksemburg
- Paris
- Nord-Est/Centre
- Sud-Est
- Ouest/Sud-Ouest
- Afryka Północna

## Etapy
| Etap | Data       | Trasa                         | Dystans   | Zwycięzca           | Lider wyścigu       |
| ---- | ---------- | ----------------------------- | --------- | ------------------- | ------------------- |
| 1    | 25 czerwca | Brest – Rennes                | 246 km    | Rik Van Steenbergen | Rik Van Steenbergen |
| 2    | 26 czerwca | Rennes – Le Mans              | 181 km    | André Rosseel       | Rik Van Steenbergen |
| 3    | 27 czerwca | Le Mans – Rouen               | 189 km    | Nello Lauredi       | Nello Lauredi       |
| 4    | 28 czerwca | Rouen – Roubaix               | 232 km    | Pierre Molinéris    | Nello Lauredi       |
| 5    | 29 czerwca | Roubaix – Namur               | 197 km    | Bim Diederich       | Nello Lauredi       |
| 6    | 30 czerwca | Namur – Metz                  | 228 km    | Fiorenzo Magni      | Fiorenzo Magni      |
| 7    | 1 lipca    | Metz – Nancy                  | ITT 60 km | Fausto Coppi        | Nello Lauredi       |
| 8    | 2 lipca    | Nancy – Miluza                | 252 km    | Raphaël Géminiani   | Fiorenzo Magni      |
| 9    | 3 lipca    | Miluza – Lozanna              | 238 km    | Walter Diggelmann   | Andrea Carrea       |
| 10   | 4 lipca    | Lozanna – L’Alpe d’Huez       | 266 km    | Fausto Coppi        | Fausto Coppi        |
| 11   | 6 lipca    | Le Bourg-d’Oisans – Sestriere | 182 km    | Fausto Coppi        | Fausto Coppi        |
| 12   | 7 lipca    | Sestriere – Monako            | 251 km    | Jan Nolten          | Fausto Coppi        |
| 13   | 8 lipca    | Monako – Aix-en-Provence      | 214 km    | Raoul Rémy          | Fausto Coppi        |
| 14   | 9 lipca    | Aix-en-Provence – Awinion     | 178 km    | Jean Robic          | Fausto Coppi        |
| 15   | 10 lipca   | Awinion – Perpignan           | 275 km    | Georges Decaux      | Fausto Coppi        |
| 16   | 11 lipca   | Perpignan – Tuluza            | 200 km    | André Rosseel       | Fausto Coppi        |
| 17   | 13 lipca   | Tuluza – Bagnères-de-Bigorre  | 204 km    | Raphaël Géminiani   | Fausto Coppi        |
| 18   | 14 lipca   | Bagnères-de-Bigorre – Pau     | 149 km    | Fausto Coppi        | Fausto Coppi        |
| 19   | 15 lipca   | Pau – Bordeaux                | 195 km    | Hans Dekkers        | Fausto Coppi        |
| 20   | 16 lipca   | Bordeaux – Limoges            | 228 km    | Jacques Vivier      | Fausto Coppi        |
| 21   | 17 lipca   | Limoges – Puy de Dôme         | 245 km    | Fausto Coppi        | Fausto Coppi        |
| 22   | 18 lipca   | Clermont-Ferrand – Vichy      | ITT 63 km | Fiorenzo Magni      | Fausto Coppi        |
| 23   | 19 lipca   | Vichy – Paryż                 | 354 km    | Antonin Rolland     | Hugo Koblet         |

## Liderzy klasyfikacji po etapach
| Etap                 | Zwycięzca            | Klasyfikacja generalna | Klasyfikacja górska | Klasyfikacja drużynowa |
| -------------------- | -------------------- | ---------------------- | ------------------- | ---------------------- |
| 1                    | Rik Van Steenbergen  | Rik Van Steenbergen    | brak                | Belgia                 |
| 2                    | André Rosseel        | Rik Van Steenbergen    | brak                | Belgia                 |
| 3                    | Nello Lauredi        | Nello Lauredi          | brak                | Francja                |
| 4                    | Pierre Molinéris     | Nello Lauredi          | brak                | Francja                |
| 5                    | Jean Diederich       | Nello Lauredi          | brak                | Francja                |
| 6                    | Fiorenzo Magni       | Fiorenzo Magni         | brak                | Francja                |
| 7                    | Fausto Coppi         | Nello Lauredi          | brak                | Francja                |
| 8                    | Raphaël Géminiani    | Fiorenzo Magni         | Raphaël Géminiani   | Francja                |
| 9                    | Walter Diggelmann    | Andrea Carrea          | Raphaël Géminiani   | Francja                |
| 10                   | Fausto Coppi         | Fausto Coppi           | Antonio Gelabert    | Francja                |
| 11                   | Fausto Coppi         | Fausto Coppi           | Fausto Coppi        | Francja                |
| 12                   | Jan Nolten           | Fausto Coppi           | Fausto Coppi        | Francja                |
| 13                   | Raoul Rémy           | Fausto Coppi           | Fausto Coppi        | Francja                |
| 14                   | Jean Robic           | Fausto Coppi           | Fausto Coppi        | Francja                |
| 15                   | Georges Decaux       | Fausto Coppi           | Fausto Coppi        | Włochy                 |
| 16                   | André Rosseel        | Fausto Coppi           | Fausto Coppi        | Włochy                 |
| 17                   | Raphaël Géminiani    | Fausto Coppi           | Fausto Coppi        | Włochy                 |
| 18                   | Fausto Coppi         | Fausto Coppi           | Fausto Coppi        | Włochy                 |
| 19                   | Hans Dekkers         | Fausto Coppi           | Fausto Coppi        | Włochy                 |
| 20                   | Jacques Vivier       | Fausto Coppi           | Fausto Coppi        | Włochy                 |
| 21                   | Fausto Coppi         | Fausto Coppi           | Fausto Coppi        | Włochy                 |
| 22                   | Fiorenzo Magni       | Fausto Coppi           | Fausto Coppi        | Włochy                 |
| 23                   | Antonin Rolland      | Fausto Coppi           | Fausto Coppi        | Włochy                 |
| Klasyfikacja końcowa | Klasyfikacja końcowa | Fausto Coppi           | Fausto Coppi        | Włochy                 |

## Klasyfikacje
|     | Zawodnik         | Zespół    | Czas         |
| --- | ---------------- | --------- | ------------ |
| 1.  | Fausto Coppi     | Włochy    | 151h 57' 20" |
| 2.  | Stan Ockers      | Belgia    | +28' 17"     |
| 3.  | Bernardo Ruiz    | Hiszpania | +34' 38"     |
| 4.  | Gino Bartali     | Włochy    | +35' 25"     |
| 5.  | Jean Robic       | Francja   | +35' 36"     |
| 6.  | Fiorenzo Magni   | Włochy    | +38' 25"     |
| 7.  | Alex Close       | Belgia    | +38' 32"     |
| 8.  | Jean Dotto       | Francja   | +48' 01"     |
| 9.  | Andrea Carrea    | Włochy    | +50' 20"     |
| 10. | Antonio Gelabert | Hiszpania | +58' 16"     |

|    | Zawodnik          | Zespół    | Punkty |
| -- | ----------------- | --------- | ------ |
| 1. | Fausto Coppi      | Włochy    | 92     |
| 2. | Antonio Gelabert  | Hiszpania | 69     |
| 3. | Jean Robic        | Francja   | 60     |
| 4. | Stan Ockers       | Belgia    | 53     |
| 5. | Raphaël Géminiani | Francja   | 51     |

### Drużynowa
| Poz. | Kraj      | Czas         |
| ---- | --------- | ------------ |
| 1.   | Włochy    | 455h 56' 40" |
| 2.   | Francja   | +25' 16"     |
| 3.   | Belgia    | +54' 56"     |
| 4.   | Hiszpania | +2h 53' 44"  |
| 5.   | Holandia  | +2h 59' 52"  |